# Codice Omega
Codice Omega (The Omega Code) è un film del 1999 diretto da Robert Marcarelli.
Nel 2001 è stato realizzato un prequel/sequel intitolato 2012 - L'avvento del male.

## Trama
Il dottor Gillen Lane è un esperto di mitologia. Questi lavora per Stone Alexander, il presidente dell'Unione europea, che nonostante voglia diffondere la pace nel mondo in realtà vorrebbe governare l'intero pianeta grazie ad una scoperta sensazionale. Infatti uno studioso è riuscito a decodificare la Bibbia ed a estrapolare un codice che permette di sapere passato e futuro. Il dottor Lane mentre si trova a Roma scopre il piano di Stone e cerca di fermarlo.